# Luke Sital-Singh

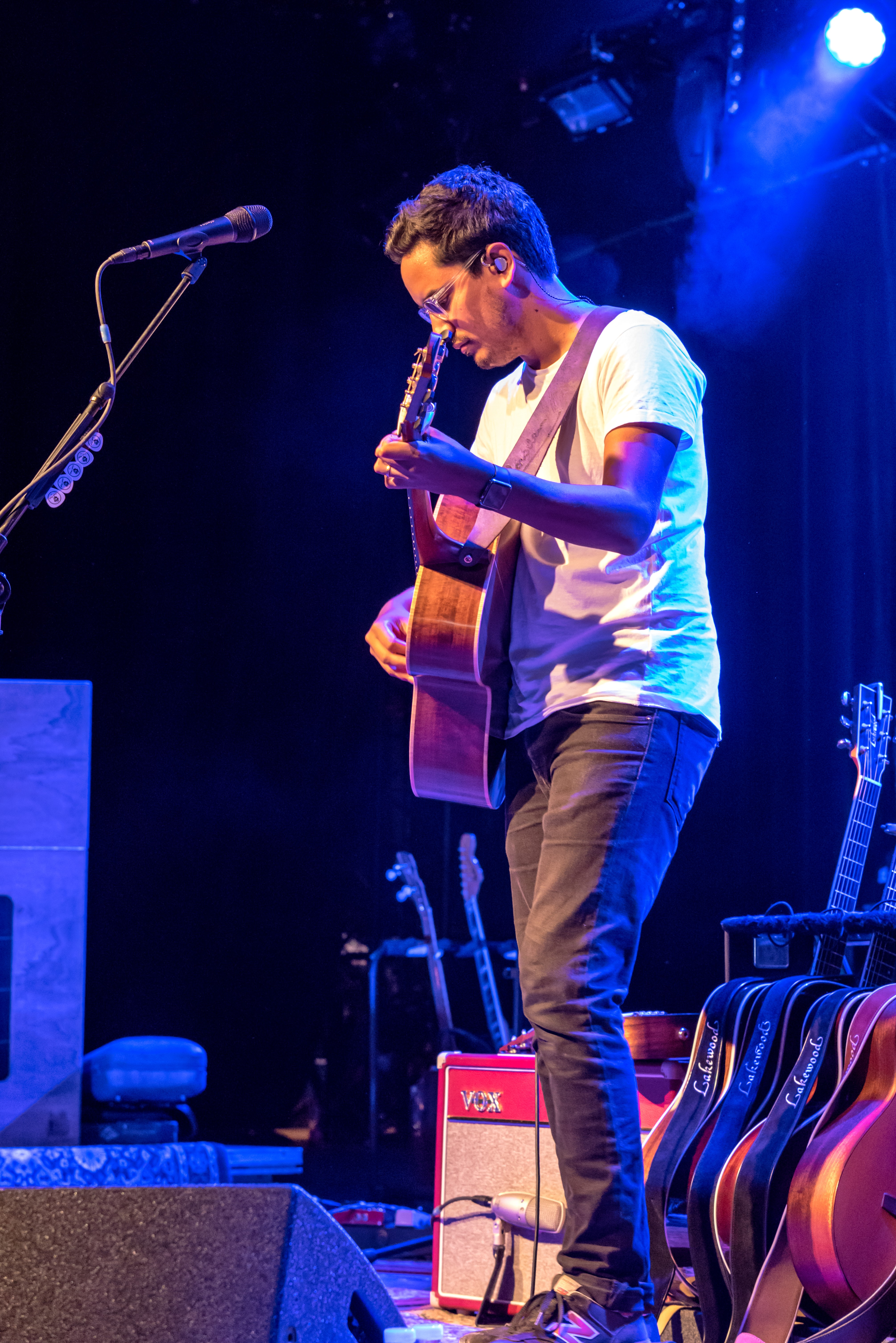
Luke Sital-Singh auf dem ZMF 2017 in Freiburg

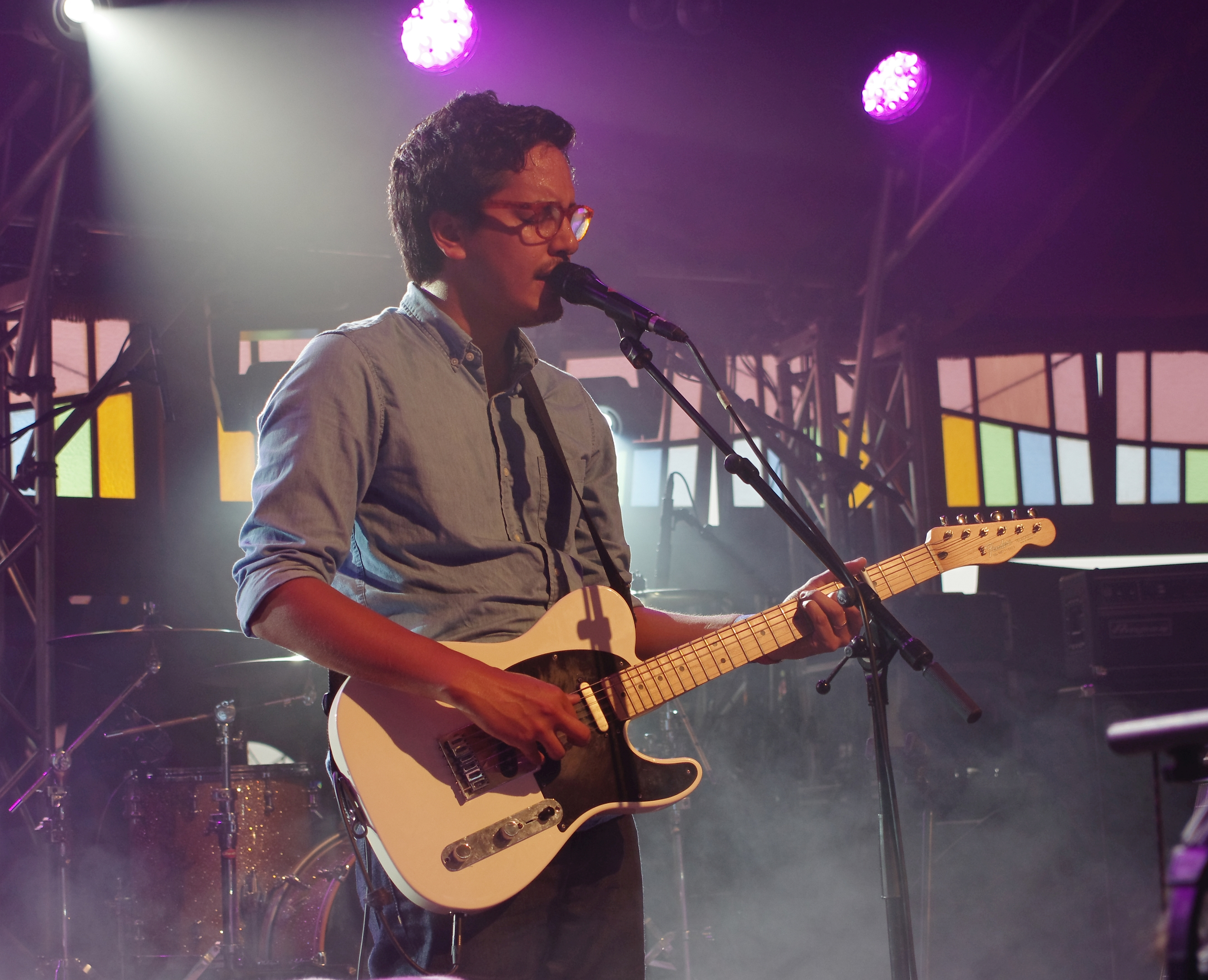
Luke Sital-Singh beim Haldern Pop Festival 2014

Luke Sital-Singh  (* 11. März 1988 in New Malden, London) ist ein britischer Singer-Songwriter.

## Karriere
Sital-Singh wuchs im Südwesten Londons auf. Der indische Nachname geht auf indische Großeltern zurück, er selbst lebt jedoch bereits in der zweiten Generation in Großbritannien. Nach der Schule ging er nach Brighton, wo er ein Studium am dortigen Institute of Modern Music absolvierte. Seine erste EP Fail for You veröffentlichte er im Jahr 2012. Produziert wurde sie von Iain Archer, der dort unterrichtete. Mit der EP gewann Sital-Singh erste Aufmerksamkeit und seine Lieder fanden den Weg in die Radiostationen. Die zweite EP Old Flint im Frühjahr 2013 verhalf ihm zu einem Plattenvertrag mit Parlophone. Touren und Festivalauftritte erhöhten seine Bekanntheit und nach der dritten EP Tornados wurde er zum Jahresende in die BBC-Liste Sound of 2014 aufgenommen, die seinen Durchbruch für das folgende Jahr prognostizierte. Sein Debütalbum The Fire Inside erschien im August 2014, verpasste jedoch den Sprung unter die Top 40 der britischen Charts. Daneben war das Album noch in Belgien und den Niederlanden in den Charts. Am 1. November 2014 trat er bei Inas Nacht auch im deutschen Fernsehen auf.

## Diskografie
Alben
- Fail for You (EP, 8. August 2012)
- Old Flint (EP, 14. April 2013)
- Tornados (EP, 3. November 2013)
- The Fire Inside (18. August 2014)
- Time Is a Riddle (12. Mai 2017)
- A Golden State (5. April 2019)

Lieder
- Greatest Lovers (2014)
- Bottled Up Tight (2014)
- Nothing Stays the Same (2014)
- Benediction (2015)
- Still (2015)
- Pure (2016)
- Killing Me (2017)
- Hunger (2017)